# 周耀年李禮之畫則設計
周耀年李禮之畫則設計（英語：Chau & Lee Architects）是香港戰前成立的建築事務所，於1933年成立，在1991年重組合併為周古梁建築工程師有限公司。

## 歷史
周耀年李禮之畫則設計是香港少數於戰前由華人成立的建築事務所。周耀年及李禮之兩人均為第一代華人建築師，周氏1920年畢業於香港大學土木工程學學士，他是戰前香港四大華人家族東莞周永泰家族成員，而歐亞混血的李氏則受訓於英國建築學院。在初期洋人主導的行業內，公司作為華人建築事務所已於1930年代應用裝飾藝術風格元素在建築作品，而戰後1950-60年代亦為不少學校設計校舍，曾經是當時規模最大的華人建築師事務所。
1950年代末，周耀年退休，其子周啟謙接掌其位置，同時事務所開始參與香港中文大學崇基學院的建築項目，接手范文照的校舍設計工作。1960年代末公司改為周耀年周啟謙建築工程師事務所（I. N. Chau & Son Architects and Engineers），期間負責了牟路思怡圖書館的項目。直至1980年代再改為周啟謙建築師事務所後，繼續參與校舍設計到1990年代初。
1991年，周啓謙在父親過世後，與古兆豐和梁幗平夫婦的古梁建築公司合併，組建周古梁建築工程師有限公司（Chau, Ku & Leung Architects and Engineers Ltd.）。

## 建築作品
| 建成年份  | 建築項目                     | 地區     | 備註   |
| 1930年代  | 卅間區內唐樓                 | 中西區   | [ 12 ] |
| 1935年    | 貝夫人健康院                 | 灣仔     | [ 3 ]  |
| 1936年    | 深水埔公立醫局               | 深水埗   | [ 13 ] |
| 1937年    | 聖馬利亞堂                   | 銅鑼灣   | [ 14 ] |
| 1941年    | 第一代陸佑行                 | 中環     | [ 15 ] |
| 1946年    | 銅鑼灣保良局學校             | 銅鑼灣   | [ 5 ]  |
| 1950年    | 香港大學校長寓所             | 薄扶林   | [ 16 ] |
| 1949年    | 百老匯大戲院                 | 旺角     | [ 17 ] |
| 1950年    | 藍塘道92號                   | 跑馬地   | [ 16 ] |
| 1951年    | 李基紀念醫局                 | 九龍城   | :216   |
| 1951年    | 赤柱大街86及88號             | 赤柱     | [ 19 ] |
| 1952年    | 大學道2號高級職員宿舍        | 薄扶林   | [ 20 ] |
| 1952年    | 京華戲院                     | 銅鑼灣   | [ 21 ] |
| 1954年    | 中華總商會大廈               | 中環     | :71    |
| 1954年    | 協恩中學附屬小學             | 靠背壟   | :279   |
| 1954年    | 香港九龍塘基督教中華宣道會   | 九龍塘   | [ 23 ] |
| 1956年    | 香港航海學校                 | 赤柱     | [ 24 ] |
| 1956年    | 鐘聲慈善社學校               | 堅尼地城 | [ 25 ] |
| 1957年    | 葛量洪醫院                   | 黃竹坑   | [ 26 ] |
| 1958年    | 東華三院港島第三小學         | 灣仔     | [ 27 ] |
| 1959-66年 | 崇基學院教職員宿舍 C 至 F 座 | 沙田     | [ 28 ] |
| 1962年    | 崇基學院禮拜堂               | 沙田     | [ 7 ]  |
| 1965年    | 中華基督教會何福堂書院       | 屯門     | [ 29 ] |
| 1964-65年 | 滿樂大廈                     | 荃灣     | :56    |
| 1965年    | 真善美村                     | 馬頭圍   | [ 30 ] |
| 1966年    | 九龍麪粉廠                   | 觀塘     | [ 31 ] |
| 1966年    | 華人銀行大廈                 | 中環     |        |
| 1971年    | 牟路思怡圖書館               | 沙田     | [ 5 ]  |
| 1974年    | 中華基督教會扶輪中學         | 樂富     | [ 32 ] |
| 1981年    | 中華基督教會念慈中學         | 土瓜灣   | [ 33 ] |

## 項目圖片

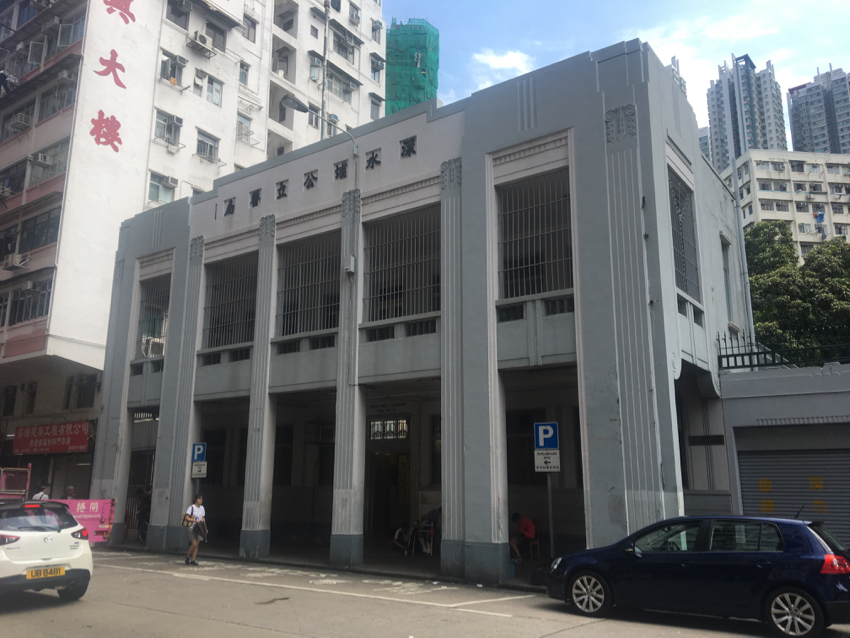
深水埔公立醫局
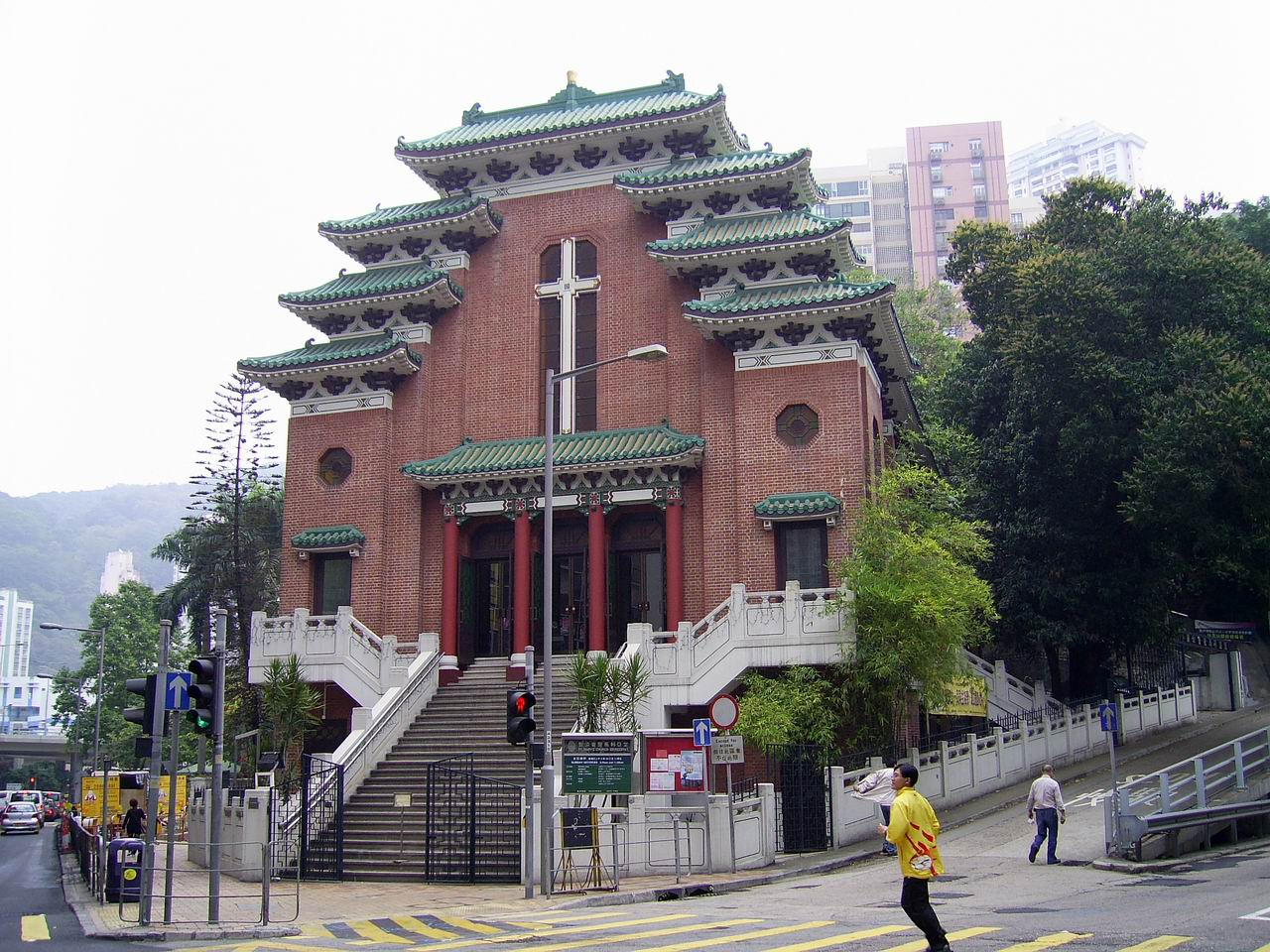
聖馬利亞堂
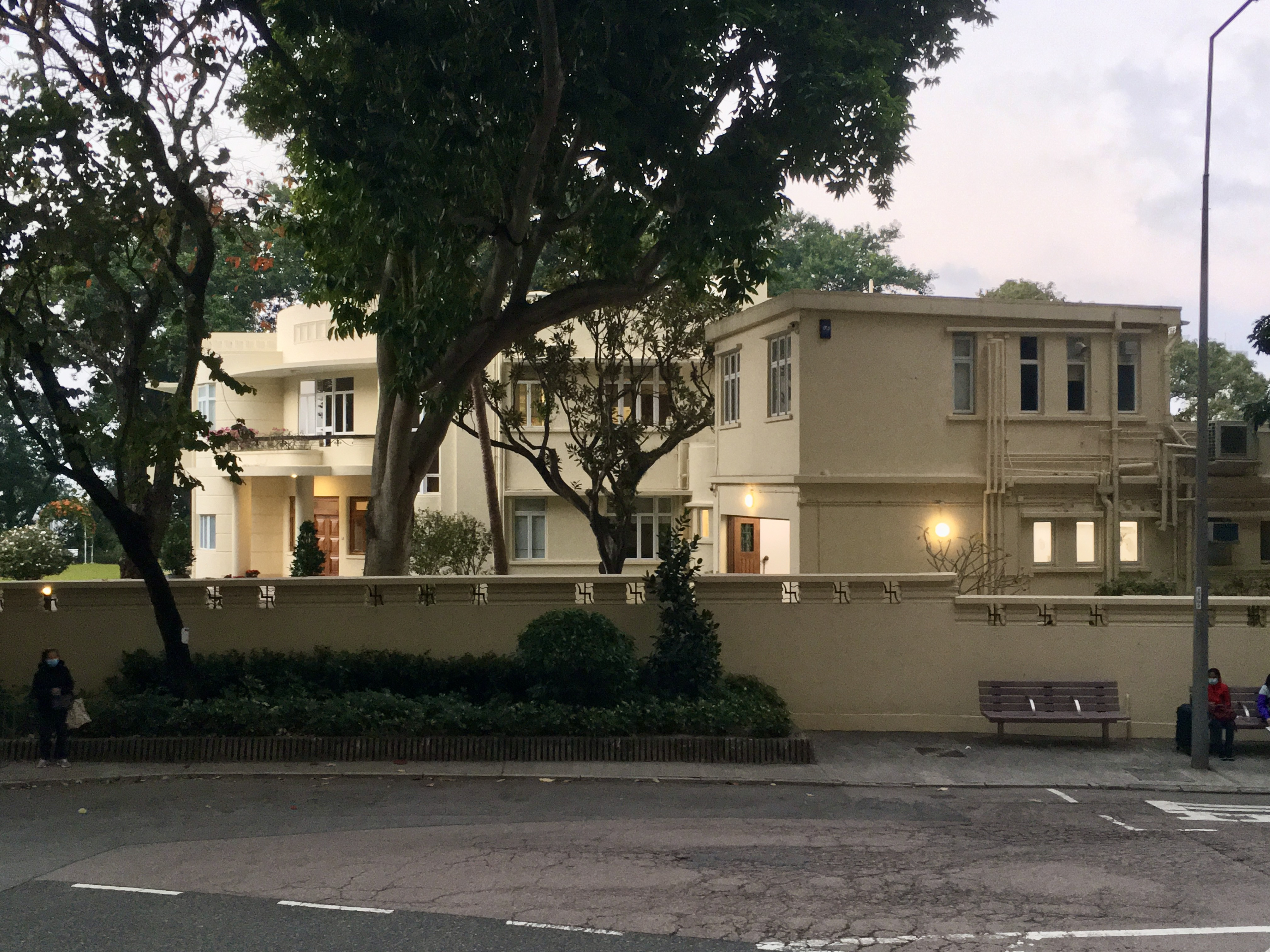
香港大學校長寓所
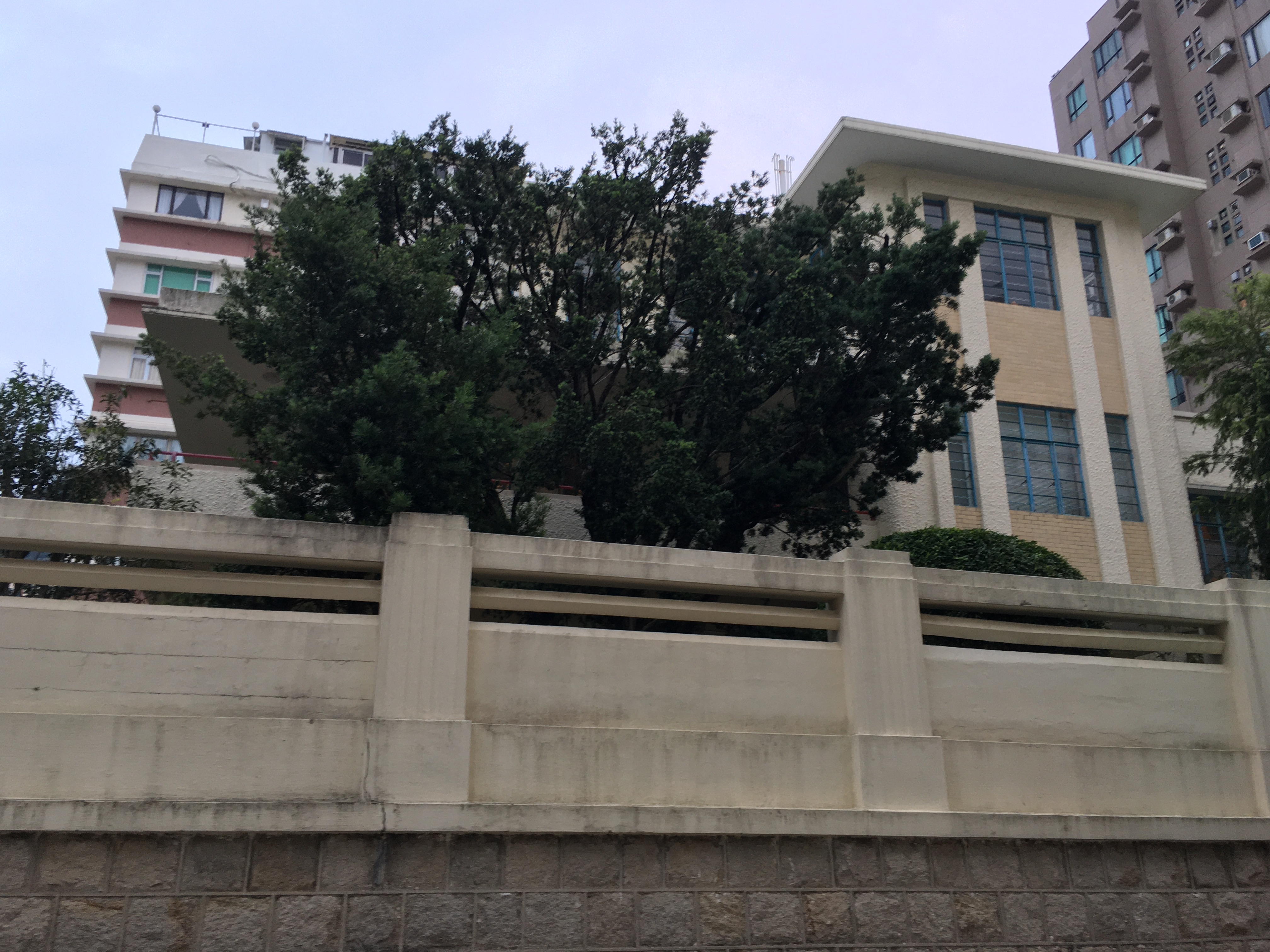
藍塘道92號（弼廬）
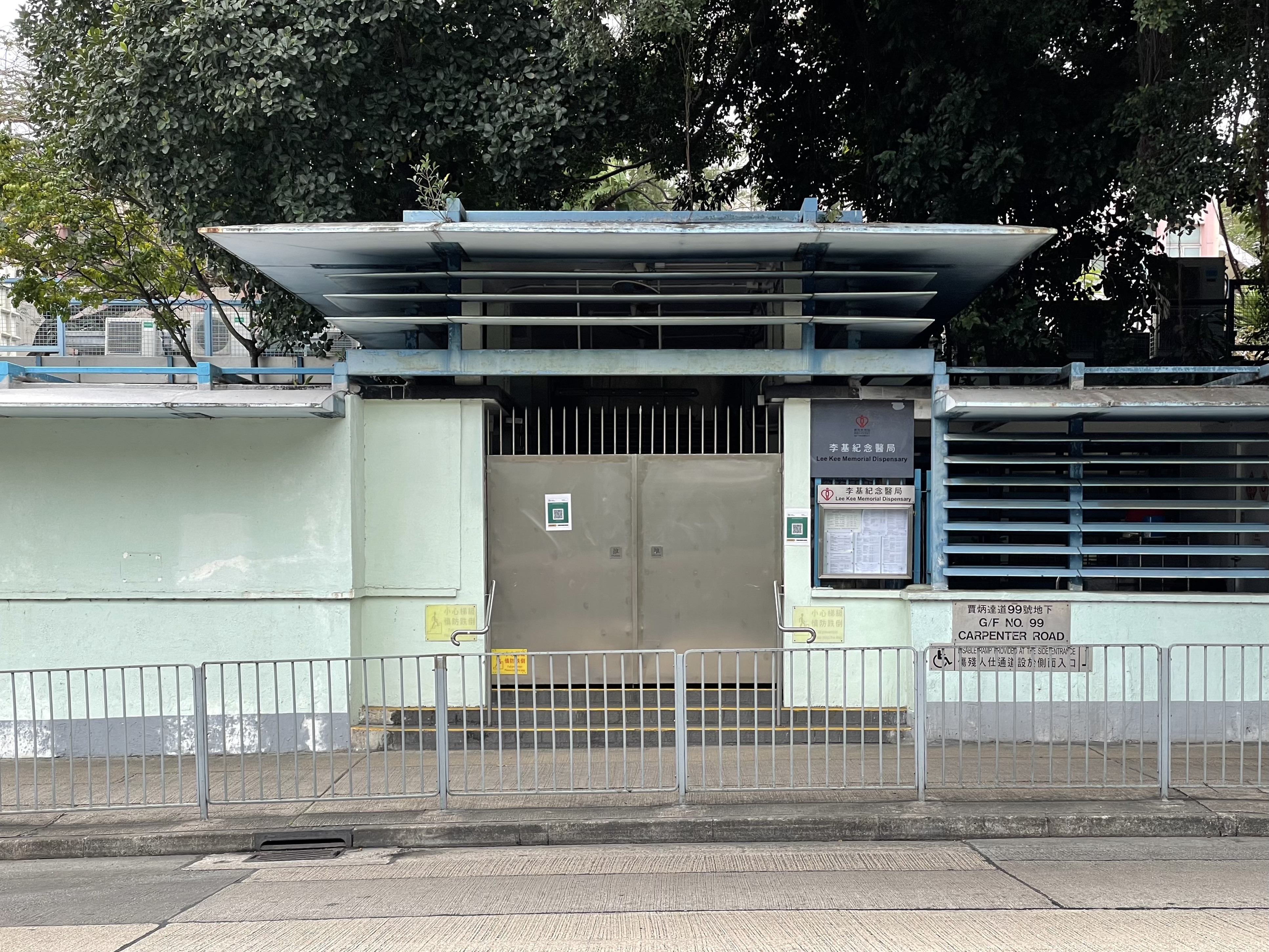
李基紀念醫局
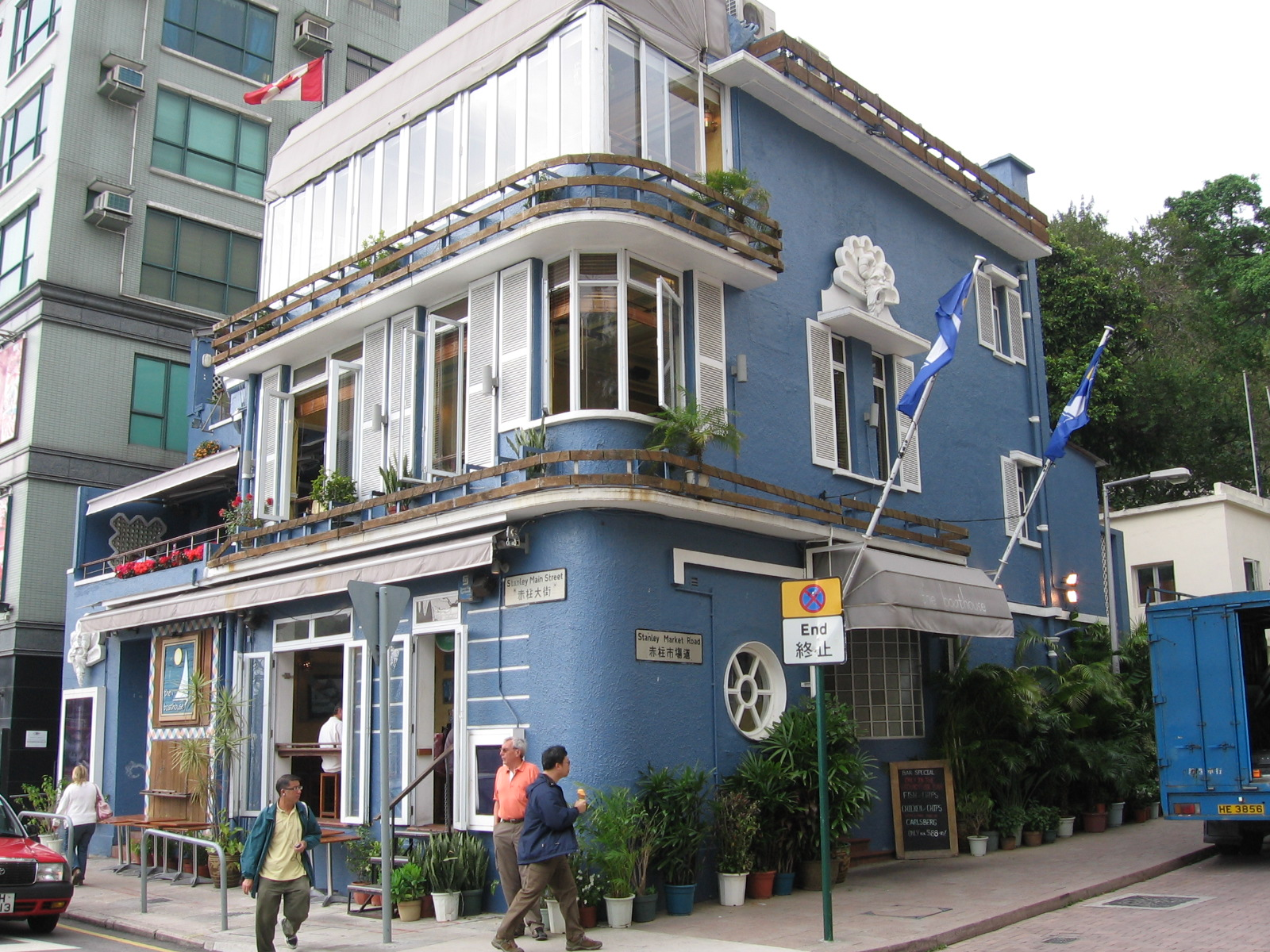
赤柱大街86及88號
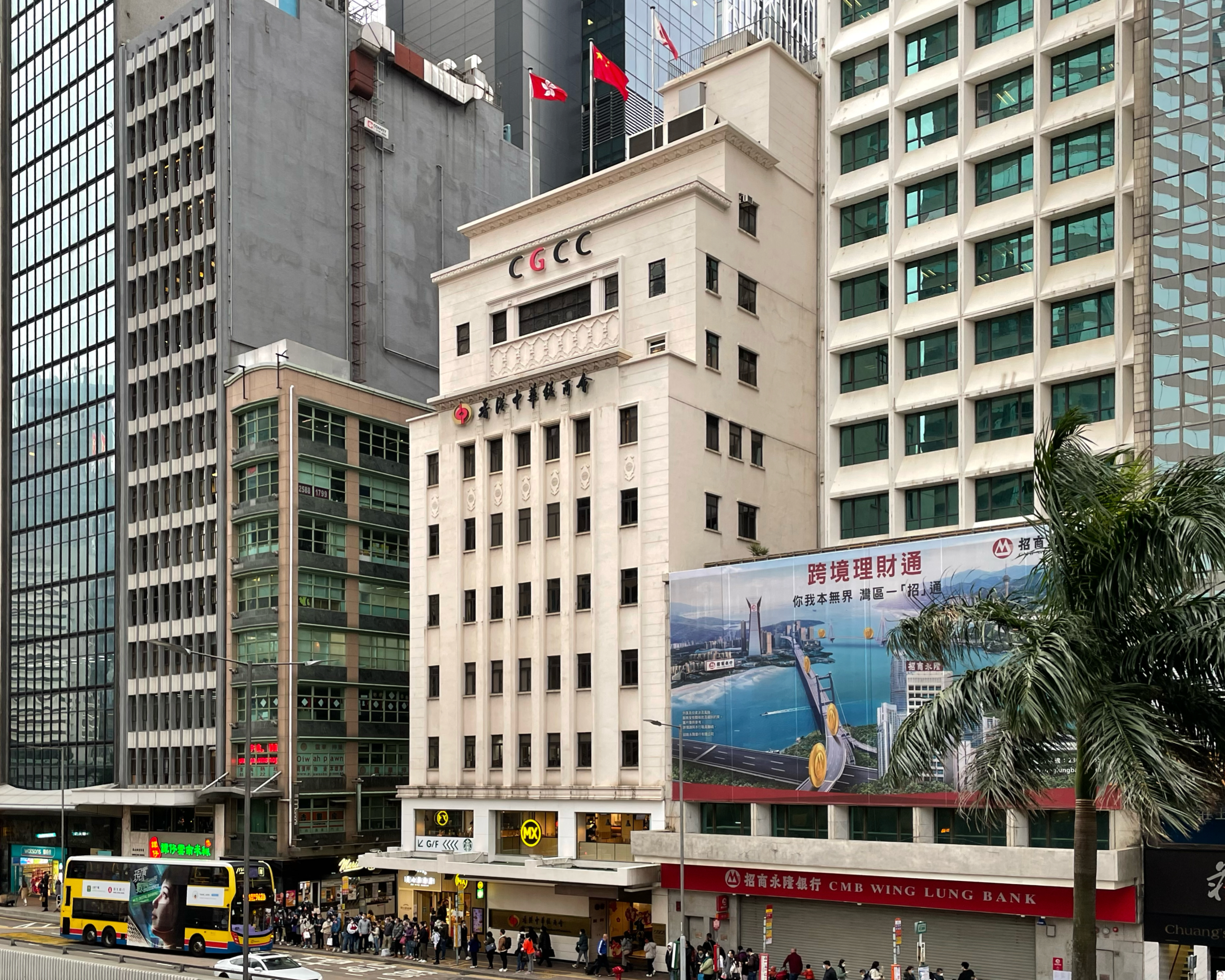
中華總商會大廈
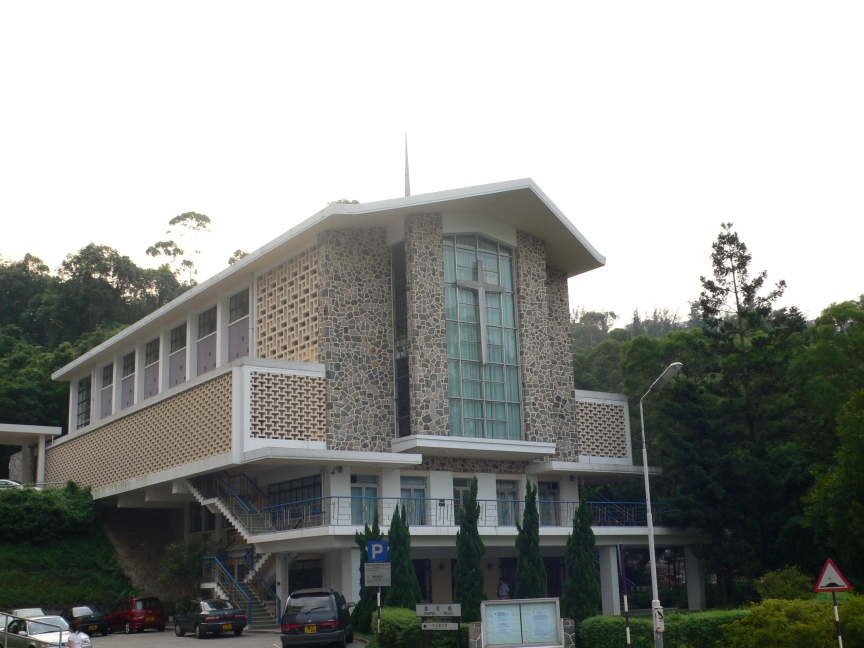
崇基學院禮拜堂
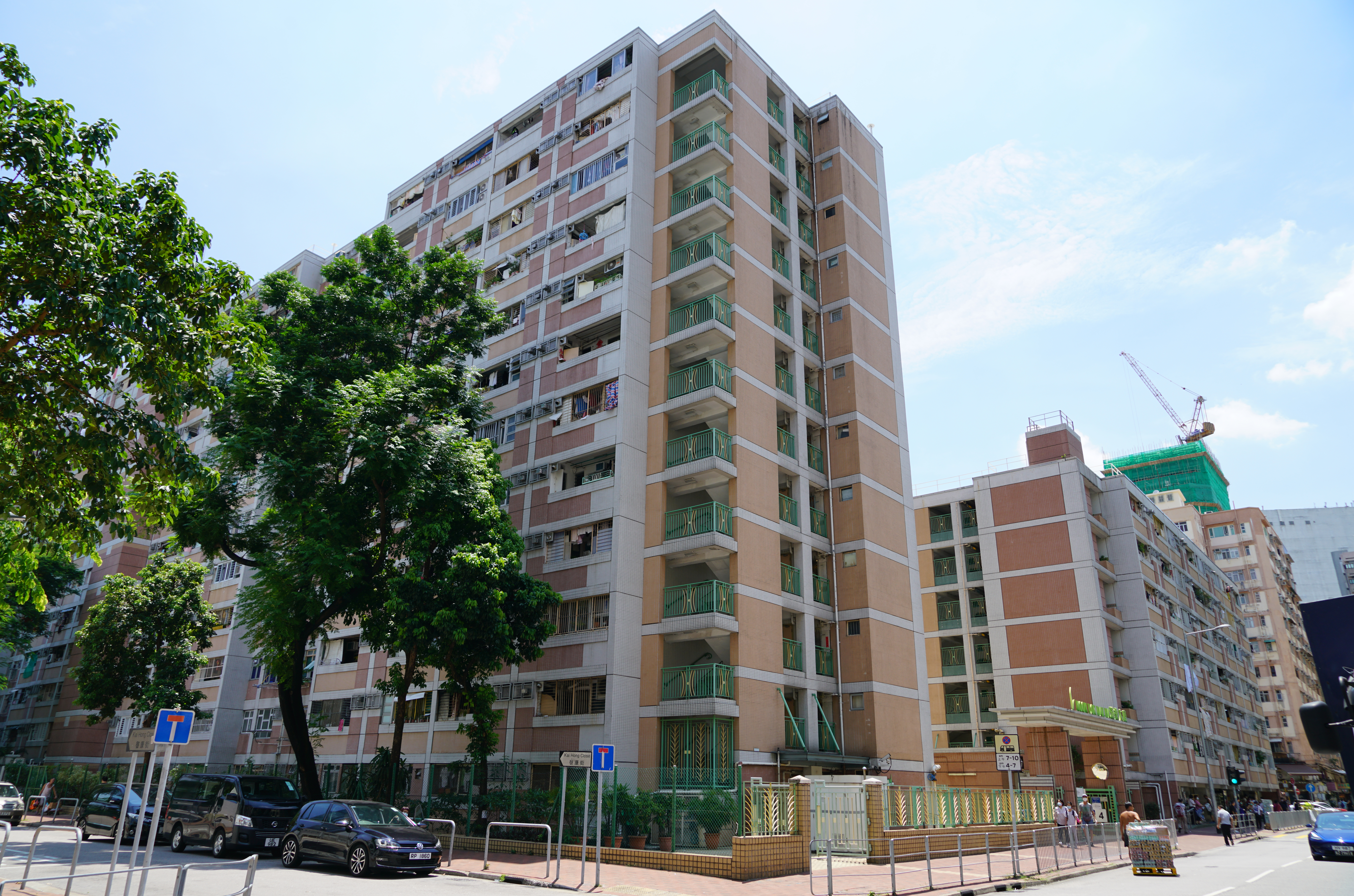
滿樂大廈
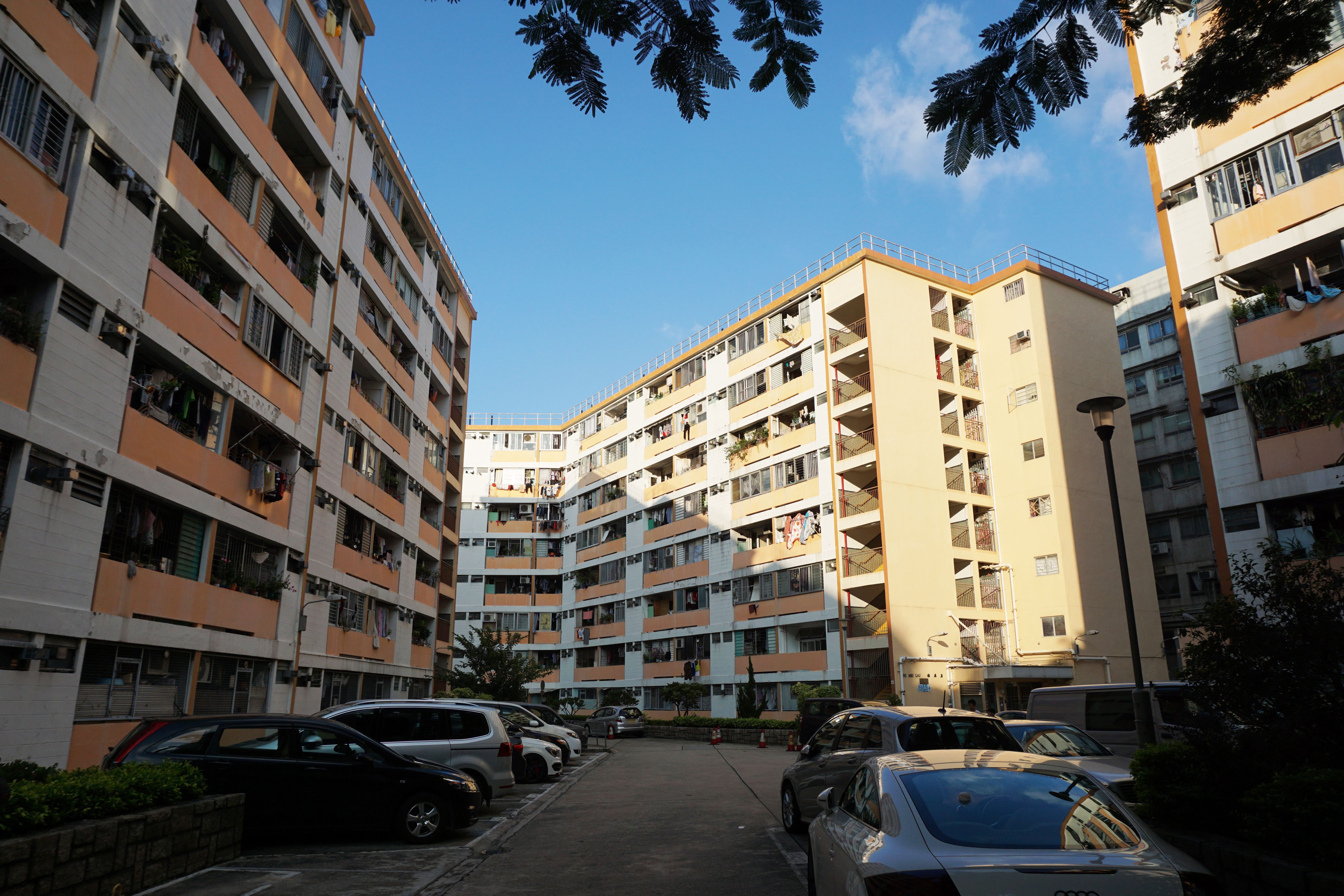
真善美村
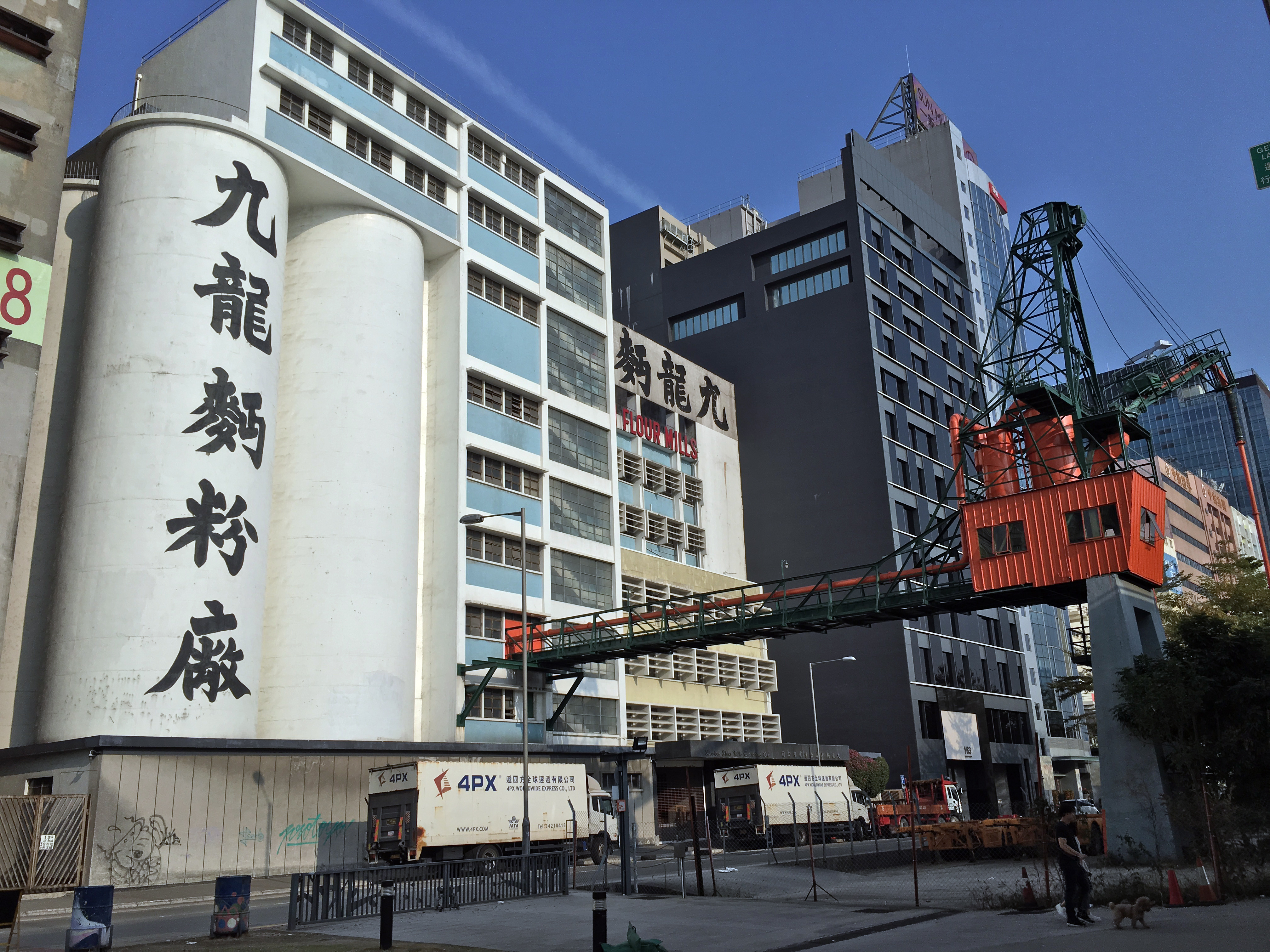
九龍麪粉廠
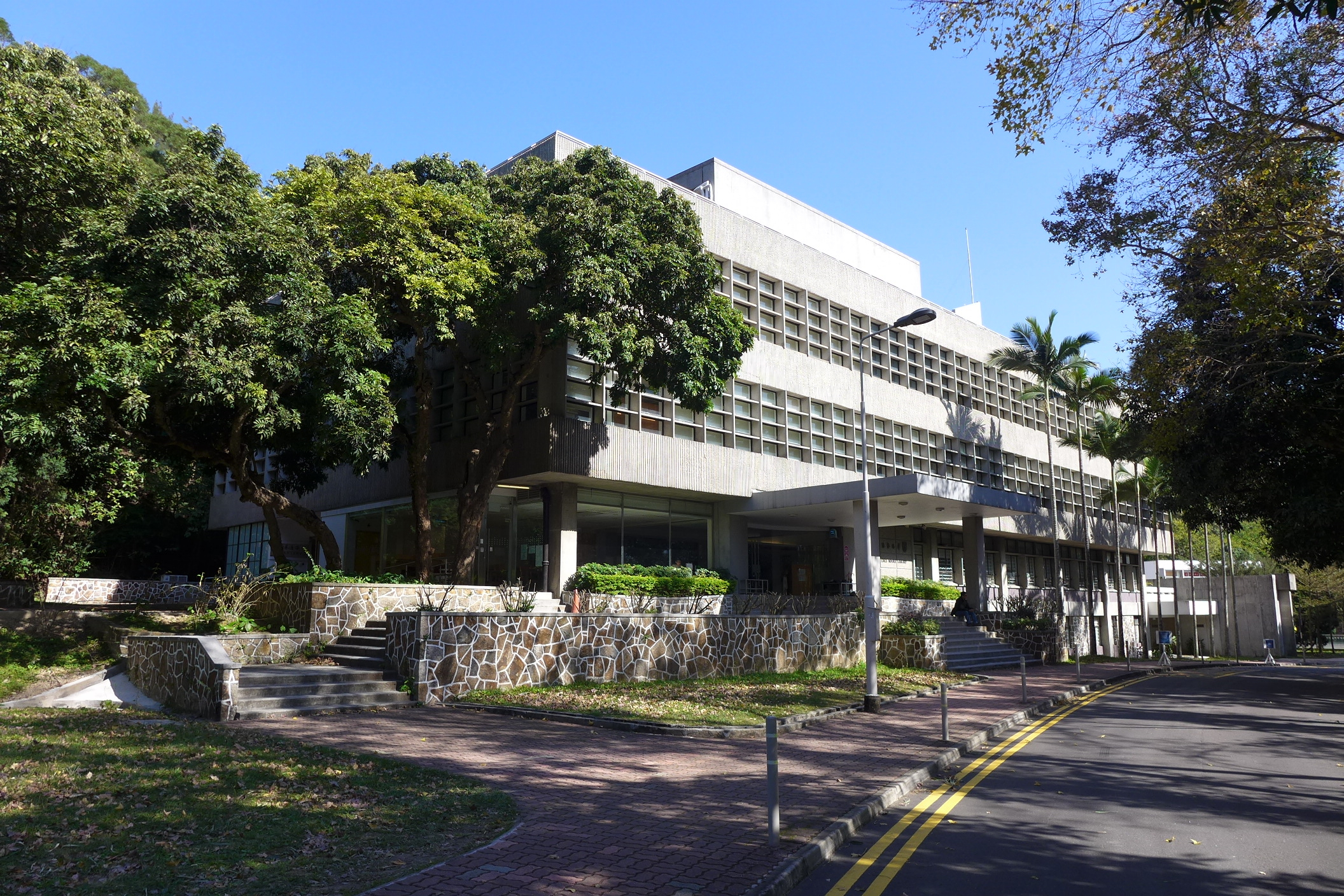
牟路思怡圖書館

## 外部連結
维基共享资源上的相關多媒體資源：周耀年李禮之畫則設計